# 唐恬
唐恬（1983年—），湖南常德人，中国女性作词人，代表作有《唱得响亮》、《追光者》、《体面》、《如愿》、《人世间》、《孤勇者》、《花开忘忧》、《归途有风》等。

## 生平
大学毕业后，唐恬进入湖南广播电视台娱乐频道宣传部工作，曾跟随老师参与制作湖南本土第一张流行专辑《黑白电影》专辑。2005年6月，唐恬从长沙调往北京分公司，加入湖南广电旗下的天娱传媒，负责《超级女声》栏目的主要工作和唱片制作，并且随后企划制作了超女、快男、快女的诸多的专辑，之后逐渐成长为中国内地优秀的作词人，曾用笔名“墨墨”，近年来与制作人钱雷合作打造多首大热歌曲。
2012年大年三十，唐恬被诊断为鼻咽癌三期，其父母曾经参加《中国梦想秀》，希望能得到媒体的帮助，经过化疗和放疗等治疗后，在2013年参加的节目《最美重聚》中表明身体已经康复。

## 本人获奖
| 年份 | 颁奖典礼                             | 奖项         | 结果 |
| ---- | ------------------------------------ | ------------ | ---- |
| 2022 | 第29届东方风云榜年度盛典             | 最佳作词     | 獲獎 |
| 2023 | 2022微博音乐盛典                     | 年度作词人   | 獲獎 |
| 2023 | 央广2023华语音乐打歌中心年度音乐报告 | 年度最佳作词 | 獲獎 |

## 作品列表
- 本表并不完整，欢迎查漏补缺

| 年份 | 歌曲                               | 演唱者                                 | 备注                                     |
| ---- | ---------------------------------- | -------------------------------------- | ---------------------------------------- |
| 2005 | 《白羊纪》                         | 夏颖                                   |                                          |
| 2005 | 《笔记》                           | 周笔畅                                 | 周笔畅出道单曲                           |
| 2006 | 《唱得响亮》                       | 安又琪、李宇春等                       | 2006超级女声、2009快樂女聲主题曲         |
| 2006 | 《你一定要幸福》                   | 何洁                                   | 电视剧《美丽分贝》主题曲                 |
| 2006 | 《如果爱下去》                     | 张靓颖                                 |                                          |
| 2017 | 《追光者》                         | 岑宁儿                                 | 电视剧《夏至未至》插曲                   |
| 2017 | 《体面》                           | 于文文                                 | 电影《前任3：再见前任》插曲              |
| 2018 | 《奉陪》                           | 于文文                                 |                                          |
| 2018 | 《我是大侦探》                     | 何炅、吴磊、马思纯、邓伦、韩雪、大张伟 | 综艺《我是大侦探》主题曲                 |
| 2018 | 《我們的十年》                     | 徐佳瑩                                 |                                          |
| 2018 | 《昨日青空》                       | 尤長靖                                 |                                          |
| 2019 | 《只要有想見的人，就不是孤身一人》 | 王源                                   | 電影《夏目友人帳》中國大陸推廣曲         |
| 2019 | 《哈哈農夫》                       | 王源、賈乃亮、楊超越、金瀚             | 綜藝節目《哈哈農夫》主題曲               |
| 2019 | 《人生课堂》                       | 徐均朔                                 | 电视剧《小欢喜》主题曲                   |
| 2019 | 《出門右轉》                       | 于文文                                 |                                          |
| 2019 | 《如約》                           | 劉宇寧                                 | 首張個人EP《 如約 》                     |
| 2020 | 《我一直都在这里》                 | 徐佳莹                                 | 动画电影《熊出没·狂野大陆》主题曲        |
| 2020 | 《启示》                           | 周深                                   | 《DNF》官方動畫第二季推廣曲              |
| 2021 | 《答案》                           | 王源                                   | 知乎《答案奇遇夜》概念主題曲             |
| 2021 | 《如愿》                           | 王菲                                   | 电影《我和我的父辈》主题推广曲           |
| 2021 | 《孤勇者》                         | 陈奕迅                                 | 动画剧集《英雄联盟：双城之战》中文主题曲 |
| 2021 | 《无名的人》                       | 毛不易                                 | 动画电影《雄狮少年》的主题曲             |
| 2021 | 《專屬契約》                       | 任嘉倫                                 | 首張個人音樂專輯《三十二·立》            |
| 2021 | 《致未来的我》                     | 尤长靖                                 | 专辑《致未来的我》                       |
| 2021 | 《穿過寒冬擁抱你》                 | 王源                                   | 電影《穿過寒冬擁抱你》主題曲             |
| 2022 | 《重返地球》                       | 黃霄雲                                 | 电影《熊出没·重返地球》的主题曲          |
| 2022 | 《人世间》                         | 雷佳                                   | 电视剧《人世间》主题曲                   |
| 2022 | 《雲山》                           | 鳳凰傳奇                               | 經典詠流傳第五季 第4期                   |
| 2022 | 《花开忘忧》                       | 周深                                   | 单曲《花开忘忧》                         |
| 2022 | 《归途有风》                       | 王菲                                   | 电影《万里归途》主题曲                   |
| 2022 | 《行走的鱼》                       | 徐佳莹                                 | 汪苏泷《联名》专辑曲                     |
| 2022 | 《Beautiful》                      | 于文文                                 |                                          |
| 2023 | 《人是_》                          | 周深                                   | 电影《流浪地球2》定义主题曲              |
| 2023 | 《笼》                             | 张碧晨                                 | 电影《消失的她》片尾主题曲               |
| 2023 | 《登场》                           | 刘德华                                 | 人民日报杭州亚运会助威曲                 |
| 2023 | 《我以渺小愛你》                   | 周深                                   | 環保公益紀實節目《一路前行》主題曲       |
| 2023 | 《道理都懂》（国语版）             | 刘德华                                 | 电影《潜行》片尾曲                       |
| 2024 | 《遠方的花》                       | 雷佳                                   | 电视剧《玫瑰的故事》主題曲               |
| 2024 | 《借过一下》                       | 周深                                   | 电视剧《庆余年2》片尾曲                  |
| 2024 | 《我活著吶》                       | 依加                                   | 電影《走走停停》主題曲                   |
| 2025 | 《牧童》                           | 王源                                   | 專輯《在星穹下狂奔》                     |
| 2025 | 《野心家》                         | 張靚穎                                 | 影视剧《灼灼韶華》主題曲                 |
|      | 《廟堂之外》                       | 陳楚生                                 | 電影《長安的荔枝》主題曲                 |

### 其他
- 综艺《妈妈是超人》第三季 整体文案 - 2018年
- 舞剧《10909》